# Barbara Cabrita
Barbara Cabrita (Trappes, 9 de maio de 1982) é uma modelo e atriz franco-portuguesa.

## Filmografia
- 2003: Les Amateurs de Martin Valente
- 2010: Just Inès de Marcel Grant
- 2013: A Gaiola Dourada de Ruben Alves
- 2014: La French de Cédric Jimenez
- 2016: Alliances rouge sang de Marc Angelo